# Zizinho
Tomás Soares da Silva, detto Zizinho (São Gonçalo, 14 settembre 1921 – Niterói, 8 febbraio 2002), è stato un calciatore e allenatore di calcio brasiliano.
Soprannominato O mestre Ziza (in italiano "il maestro Ziza"), è considerato uno dei più forti centrocampisti brasiliani della storia. Occupa la 47ª posizione nella speciale classifica dei migliori calciatori del XX secolo pubblicata dall'IFFHS e la 10ª posizione nella classifica dei migliori calciatori sudamericani del XX secolo pubblicata sempre dalla stessa rivista.

## Caratteristiche tecniche
(Pelé)
Dotato di un dribbling ubriacante e di una tecnica finissima, Pelé lo considerò come uno dei più forti calciatori della storia.

## Carriera

### Club
Cresciuto nel Niterói, Zizinho venne acquistato a soli 18 anni dal Flamengo: durante una partita di allenamento sostituì il grande Leônidas, segnò due gol e convinse i dirigenti ad offrirgli un contratto. Col club rubro-negro vinse da protagonista tre campionati di Rio consecutivi, nel 1942, 1943 e 1944.
Nel 1950, prima della Coppa del Mondo dell'anno, il Flamengo lo cedette al Bangu, nonostante la sua opinione contraria. I cattivi rapporti con la nuova dirigenza, accusata di curare i propri interessi piuttosto che quelli del club, gli costarono la convocazione per i Mondiali del 1954.
Nel 1957 si accasò al San Paolo, squadra con la quale riuscì a vincere il campionato statale e conquistare l'affetto dei tifosi.
Si ritirò nel 1962, dopo aver giocato con la squadra cilena dell'Audax Italiano.

### Nazionale
Con la Nazionale di calcio del suo Paese, prese parte allo sfortunato Mondiale del 1950 organizzato in Patria. Sia la squadra che la sua stella giocarono ottimamente, tanto che la Gazzetta dello Sport tracciò un parallelo tra Leonardo da Vinci e Zizinho, che «crea opere d'arte con i suoi piedi sulle immense tele di campo del Maracanã». La Seleção, però, perse poi la partita decisiva contro l'Uruguay davanti a duecentomila spettatori in lacrime e il nome di Zizinho verrà sempre associato all'immagine del Maracanazo. Durante il Torneo mise a segno due gol: nella partita contro la Jugoslavia realizza il 2-0 con due reti fotocopia, dopo che la prima è annullata dall'arbitro.
Nel 1958, l'ormai trentaseienne Zizinho venne inserito nella lista preliminare dei convocati per i Campionati Mondiali, ma lo staff tecnico preferì poi optare per l'emergente diciassettenne Pelé.
Con la Selezione sudamericana partecipò a sei edizioni della Copa América (1942, 1945, 1946, 1949, 1953, 1957), competizione della quale detiene il record di marcature con 17 gol, assieme all'argentino Norberto Méndez; è anche il secondo giocatore più presente, ex aequo al cileno Sergio Livingstone e dietro all'argentino Lionel Messi, con 34 partite giocate.

## Dopo il ritiro
Dopo aver abbandonato il calcio, visse a Niterói, dove gli fu assegnato un lavoro per il governo locale. Morì all'età di ottanta anni per un attacco di cuore.

## Statistiche
| Stagione  | Squadra        | Serie | Presenze | Reti |
| 1939-1940 | Flamengo       | A     | 5        | 2    |
| 1940-1941 | Flamengo       | A     | 30       | 11   |
| 1941-1942 | Flamengo       | A     | 30       | 12   |
| 1942-1943 | Flamengo       | A     | 33       | 13   |
| 1943-1944 | Flamengo       | A     | 34       | 13   |
| 1944-1945 | Flamengo       | A     | 34       | 15   |
| 1945-1946 | Flamengo       | A     | 34       | 19   |
| 1946-1947 | Flamengo       | A     | 33       | 14   |
| 1947-1948 | Flamengo       | A     | 33       | 12   |
| 1948-1949 | Flamengo       | A     | 32       | 15   |
| 1949-1950 | Flamengo       | A     | 32       | 20   |
| 1950-1951 | Bangu          | A     | 40       | 13   |
| 1951-1952 | Bangu          | A     | 40       | 13   |
| 1952-1953 | Bangu          | A     | 40       | 10   |
| 1953-1954 | Bangu          | A     | 38       | 26   |
| 1954-1955 | Bangu          | A     | 40       | 26   |
| 1955-1956 | Bangu          | A     | 38       | 22   |
| 1956-1957 | Bangu          | A     | 38       | 12   |
| 1957-1958 | San Paolo      | A     | 34       | 14   |
| 1958-1959 | San Paolo      | A     | 26       | 10   |
| 1959-1960 | Uberaba        | A     | 1        | 0    |
| 1961-1962 | Audax Italiano | A     | 30       | 16   |

## Palmarès

### Giocatore

#### Club
- Campionato Carioca: 3

Flamengo: 1942, 1943, 1944;
- Torneio Início do Rio-São Paulo: 1

Bangu: 1951
- Campionato paulista: 1

San Paolo: 1957

#### Nazionale
- Campeonato Sudamericano de Football: 1

Brasile 1949

#### Individuale
- Miglior giocatore della Coppa del Mondo: 1[senza fonte]

1950

### Allenatore
- Giochi panamericani: 1

Città del Messico 1975

### Videografia
- Federico Ferri, Federico Buffa, Storie Mondiali: Il Maracanazo (1950), Sky Sport, 2014.